# Піонерський (Совєтський район)
Піоне́рський (рос. Пионерский) — селище міського типу у складі Совєтського району Ханти-Мансійського автономного округу Тюменської області, Росія. Адміністративний центр та єдиний населений пункт Піонерського міського поселення.
Населення — 4957 осіб (2017, 5390 у 2010, 5245 у 2002).